# Elleore
Elleore är en obebodd ö i Roskildefjorden på Själland i Danmark. Den ligger i Region Själland, i den östra delen av landet, 30 km väster om Köpenhamn.
Elleore, som är privatägd, utropades som självständigt kungarike den 27 augusti 1944 och räknas fortfarande som en mikronation.
Det är världens äldsta mikronation och har eget kungahus, regering,  riksvapen och flagga samt utger  egna mynt och frimärken.

Elleores flagga.

Ön är obebodd bortsett från en vecka på sommaren då omkring hälften av de 250 medborgarna samlas till den årliga Elleugen.
Filmproducenten Ole Olsens kontroversiella stumfilm Løvejagten från 1908 spelades in på Elleore.